# Paul D. Boyer
Pour les articles homonymes, voir Boyer.
Cet article possède un paronyme, voir Paul Boyer.
Paul Delos Boyer, né le 31 juillet 1918 à Provo dans l'Utah et mort le 2 juin 2018 à Los Angeles en Californie, est un biochimiste américain. Il est colauréat, avec John Ernest Walker, de la moitié du prix Nobel de chimie de 1997.

## Biographie
Paul D. Boyer naît à Provo dans l'Utah où il fait ses études secondaires. Il reçoit son B.A. à l'université Brigham Young en 1939. Peu après son diplôme il se marie avec Lyda Whicker, ils auront trois enfants. Paul D. Boyer continue ses études à l'université du Wisconsin-Madison et obtient son Ph.D. en 1943. Il travaille ensuite à l'université Stanford pendant cinq ans sur un projet de stabilisation du sérum d'albumine utilisé pour les transfusions.
Paul D. commence ses recherches indépendantes à l'université du Minnesota sur les mécanismes enzymatiques. Depuis 1963 il est professeur au département de chimie et de biochimie de l'UCLA. En 1965 il supervise la construction du bâtiment de biologie moléculaire de l'UCLA et l'organisation d'un programme interdépartemental de thèses de doctorat. Ces responsabilités ne l'empêchent de continuer la recherche pure, qui le conduisent à découvrir trois clefs de la synthèse de l'adénosine triphosphate (ATP). Boyer et John E. Walker reçoivent la moitié du prix Nobel de chimie de 1997 (l'autre moitié a été remise à Jens Christian Skou) « pour l'élucidation des mécanismes enzymatiques sous-jacents à la synthèse de l'adénosine triphosphate (ATP) ».